# En la pell de Blanche Houellebecq
En la pell de Blanche Houellebecq (francès: Dans la peau de Blanche Houellebecq) és una pel·lícula de comèdia francesa del 2024 escrita i dirigida per Guillaume Nicloux. És protagonitzada per Blanche Gardin i Michel Houellebecq i gira al voltant d'un concurs de dobles d'Houellebecq celebrat a Guadalupe. Després d'El segrest de Michel Houellebecq (2014) i Thalasso (2019), és la tercera part de la trilogia de pel·lícules de Nicloux on Houellebecq interpreta una versió d'ell mateix. S'ha doblat i subtitulat al català.

## Repartiment
- Blanche Gardin com a Blanche Gardin
- Michel Houellebecq com a ell mateix
- Luc Schwarz com a Luc, amic i guardaespatlles de Michel
- Franck Monier com a Frank